# Mosquées hypostyles en bois de l'Anatolie médiévale
Les mosquées hypostyles en bois de l'Anatolie médiévale sont un ensemble de cinq mosquées de Turquie construites entre le XIIIe et XIVe siècles, et inscrites au patrimoine mondial depuis 2023

## Historique
La Turquie inscrit le 2 mai 2018 une proposition intitulée Medieval Mosques of Anatolia with Wooden Posts and Upper Structure (« mosquées médiévales d'Anatolie avec poteaux et superstructure en bois ») sur sa liste indicative, préalable nécessaire à tout examen d'inscription.
Le bien est inscrit au patrimoine mondial en juillet 2023, lors de la 45e session du Comité.

## Sites
Le bien inscrit comprend cinq sites.
| N°       | Mosquée                              | Province       | Superficie (ha) | Zone tampon (ha) | Coordonnées                  | Illus. |
| -------- | ------------------------------------ | -------------- | --------------- | ---------------- | ---------------------------- | ------ |
| 1694-001 | Grande Mosquée d'Afyonkarahisar (en) | Afyonkarahisar | 0,13            | 3,11             | 38° 45′ 18″ N, 30° 31′ 46″ E |        |
| 1694-002 | Mosquée Aslanhane (en)               | Ankara         | 0,16            | 4,88             | 39° 56′ 12″ N, 32° 51′ 55″ E |        |
| 1694-003 | Mosquée Eşrefoğlu                    | Konya          | 0,13            | 5,2              | 37° 41′ 00″ N, 31° 43′ 11″ E |        |
| 1694-004 | Mosquée Mahmut Bey (en)              | Kastamonu      | 0,02            | 6,52             | 41° 28′ 48″ N, 33° 41′ 17″ E |        |
| 1694-005 | Grande Mosquée de Sivrihisar (en)    | Eskişehir      | 0,17            | 16,95            | 39° 27′ 03″ N, 31° 32′ 14″ E |        |